# Leopoldine Hofmann

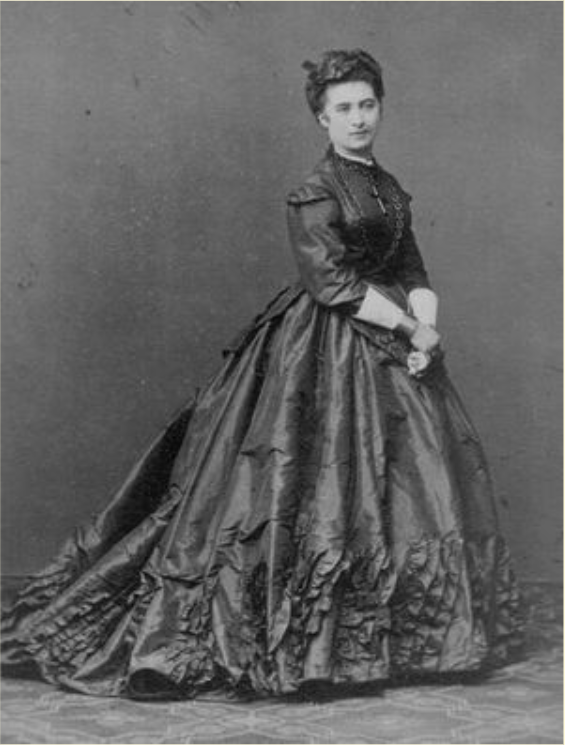
Leopoldine Hofmann (etwa 1868)

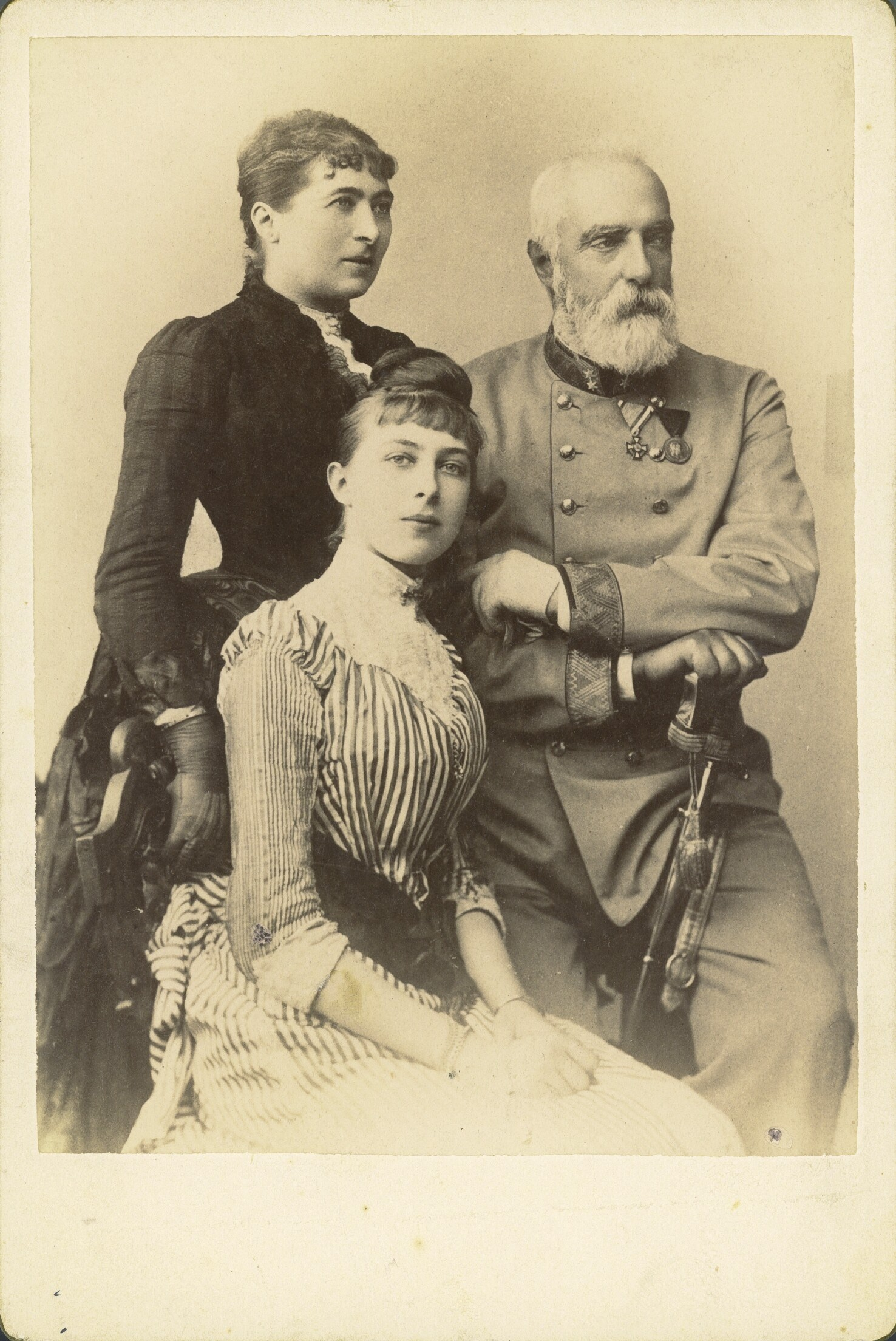
Freifrau von Waideck mit Erzherzog Heinrich und Tochter Maria Rainiera (ca. 1890)

Wappen der Freifrau von Waideck

Leopoldine Hofmann, ab 1878 Freifrau von Waideck, (* 29. November 1842 in Krems an der Donau; † 29. November 1891 in Wien) war eine österreichische Sängerin und Ehefrau des Erzherzogs Heinrich von Österreich.

## Biographie
Leopoldine Hofmann war die Tochter eines Magistratsbeamten und erhielt eine gute Schulbildung. Schon früh zeigte sich ihre musikalische Begabung, woraufhin sie nach Wien geschickt wurde, um sich am dortigen Konservatorium ausbilden zu lassen. Ihre Abschlussprüfung absolvierte sie gemeinsam mit ihrer späteren Weggefährtin Berta Ehnn so überzeugend, dass die beiden Frauen mit silbernen Medaillen ausgezeichnet wurden.
Hofmann und Ehnn erhielten auf Anhieb Engagements am Ständischen Theater in Graz; Hofmanns Stimmlagen waren Mezzosopran und Alt. Ihr Debüt gab sie in der Oper Das Pensionat von Franz von Suppè. Zwischen 1859 und 1864 trat sie in fünf Operetten – ein damals modernes Genre –, von Jacques Offenbach auf, die sich in Graz großer Beliebtheit erfreuten, wie ebenso die Werke französischer Komponisten. Auch sang sie in klassischen Opern von Verdi wie die Azucena in Der Troubadour, Maddalena in Rigoletto und die Anna in Nabucco. In Donizettis Lucrezia Borgia sang sie ihre erste Hosenrolle (Massio Orsini). Überdies trat sie als Liedinterpretin auf.
In Graz lebte Leopoldine Hofmann in der Bürgergasse; gegenüber ihres Wohnhauses befand sich das örtliche Militärkommando, wo Erzherzog Heinrich (1828–1891), ein Enkel von Kaiser Leopold II., als Feldmarschallleutnant stationiert war. Hofmann und der Erzherzog verliebten sich ineinander. Der Wiener Hof und Kaiser Franz Joseph versuchten vergebens, eine eheliche Verbindung der beiden zu verhindern, etwa durch eine Versetzung Heinrichs nach Italien im Zuge des Deutschen Krieges und anschließend nach Brünn. Vor seiner Abkommandierung nach Italien setzte der Erzherzog Leopoldine Hofmann in seinem Testament als seine Erbin ein. Auf seinen Wunsch hin gab Hofmann ihre Bühnenkarriere auf, damit er sie als „einfaches Bürgermädchen aus dem Elternhause zum Altar führen“ könne. Sie trat aber später diverse Male bei Wohltätigkeitskonzerten auf.

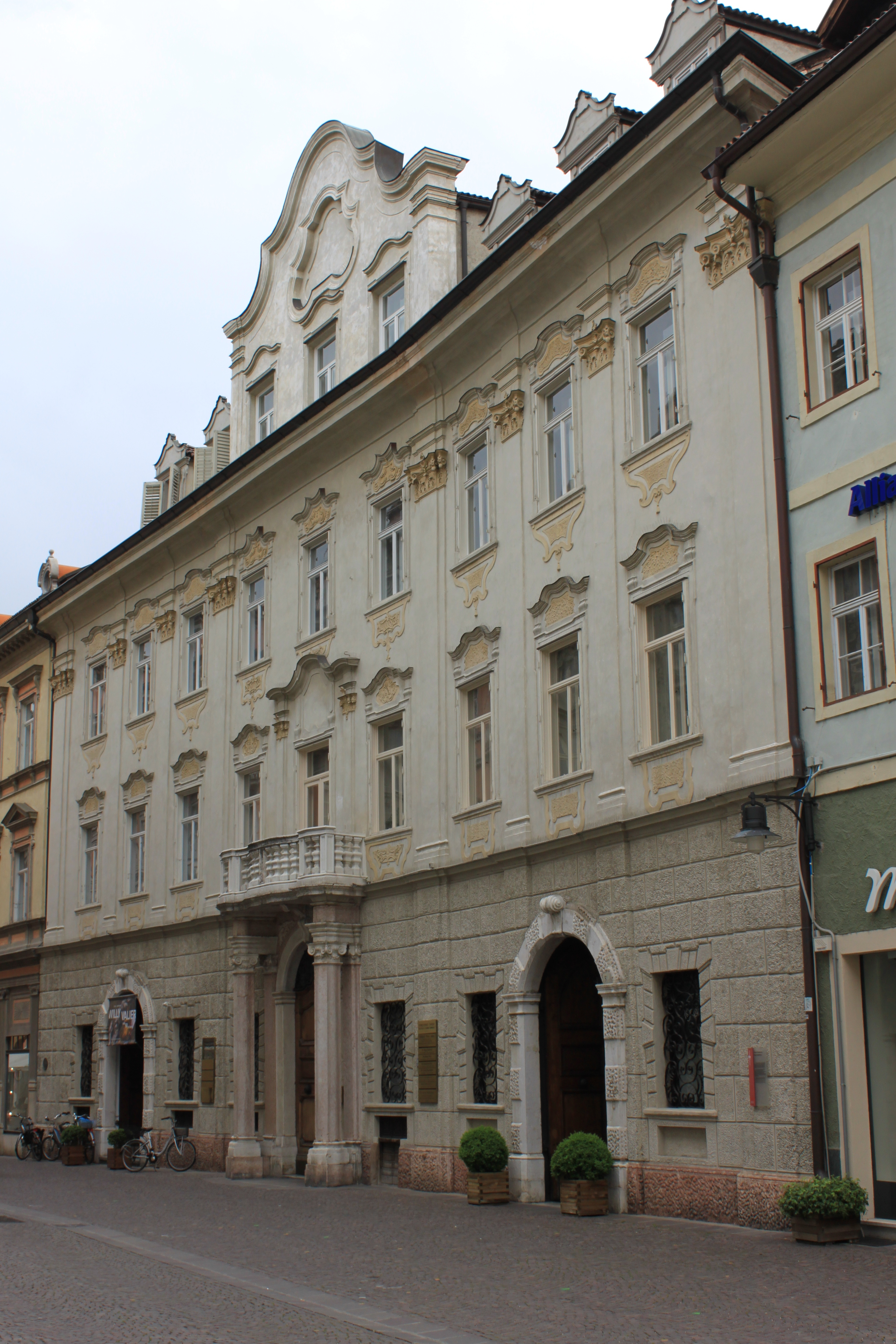
Das Palais Campofranco in Bozen

Im Februar 1868 heirateten Leopoldine Hofmann und Erzherzog Heinrich in Bozen in privatem Rahmen, ohne Zustimmung des Kaisers. Die Eheschließung sorgte für einen Skandal. Gegen die bei der Trauung anwesenden Geistlichen wurden Untersuchungen eingeleitet, man kam aber zu dem Schluss, dass allein der Erzherzog selbst für seine Handlungen verantwortlich sei. Anschließend lebten die Eheleute in der Villa Tivoli im Schweizer Luzern. Heinrich reiste unter dem Pseudonvm Graf von Waideck. Leopoldine unter ihrem Mädchennamen, später trug sie den Namen von Waideck. Erzherzog Heinrich verließ die Armee, seine Güter wurden eingezogen und unter die Verwaltung seines Bruders Rainer gestellt. Seine jährliche Apanage von 40.000 Gulden bezog er jedoch weiterhin.
1872 wurde die Tochter Maria Raineria geboren. Im September des Jahres genehmigte der Kaiser nachträglich die morganatische Eheschließung. Heinrich wurde wieder in seine Rechte als Erzherzog eingesetzt und seine Frau als Freifrau von Waideck in den Adelsstand erhoben. Die Familie zog nach Bozen, wo sie im Palais Erzherzog Rainer (heute Palais Campofranco) und in Schloss Sallegg lebte. Die Eheleute wurden Mittelpunkt eines „schöngeistigen, vielseitig interessierten Kreises“ und wurden wegen ihres sozialen Engagements geschätzt. Besonders Leopoldine von Waidecks Persönlichkeit wurde immer wieder in den Zeitungen gepriesen. So schrieb ein Journalist, sie würde den Bozener Damen zeigen, dass man „reich und doch dabei sehr liebenswürdig“ sein könne.
Anlässlich der Eheschließung von Erzherzogin Luise mit Prinz Friedrich August von Sachsen reisten Leopoldine von Waideck und ihr Mann mit ihrer Tochter nach Wien und logierten im Hotel Sacher. Dort erkrankten beide Eheleute an Lungenentzündung. Es wird berichtet, dass sich die Ehefrau bei Hoteldirektorin Anna Sacher für die entstandenen „Unannehmlichkeiten“ entschuldigt habe. Beide starben innerhalb weniger Stunden vom 29. auf den 30. November 1891 im Hotel: sie abends gegen 5 (es war ihr 49. Geburtstag), er morgens gegen halb 9 Uhr. Als seine Frau starb, war der Erzherzog schon ohne Bewusstsein. Der Erzherzog wurde öffentlich in der Hofburgkapelle aufgebahrt, während der Sarg seiner Frau im Palais seines Bruders Rainer verblieb. Gemeinsam wurden die beiden Leichname mit dem Zug von Wien nach Bozen überführt. Die Bestattung von Leopoldine Baronin Waideck und ihres Ehemannes Erzherzog Heinrich erfolgte am 9. Dezember in einer Familiengruft auf dem Friedhof des Doms Maria Himmelfahrt.

## Diverses
Das Schloss Sallegg ist weiterhin im Familienbesitz, auf den dazugehörigen Gütern wird Wein angebaut. Eine der Serien, ein Weißburgunder, trägt den Namen Leopoldine.